# IEC 61511
Lo IEC 61511 è uno standard internazionale che riprende i concetti base di ciclo di vita in sicurezza e di Safety Integrity Level (SIL) descritti nello standard IEC 61508 e introduce i criteri di progetto dei sistemi strumentati di sicurezza (Safety Instrumented System, SIS) per l'industria di processo. È sviluppato dalla Commissione elettrotecnica internazionale (IEC) e ha come titolo Sicurezza funzionale - Sistemi strumentati di sicurezza per il settore dell'industria di processo.
L'industria di processo ingloba diversi tipi di impianti di produzione, quali raffinerie, impianti chimici, petrolchimici e farmaceutici, impianti di fabbricazione di cellulosa e carta, centrali elettriche, con l'esclusione degli impianti nucleari. In tale ambito lo standard IEC 61511 si occupa dei sistemi elettrici / elettronici / elettronici programmabili relativi alla sicurezza definiti nello IEC 61508.

## Lo Standard
L'IEC 61511 è formato da tre parti:
- Parte 1: Inquadramento e definizioni, requisiti di sistema, hardware e software
- Parte 2: Linee guida per l'applicazione dello IEC 61511-1
- Parte 3: Guida alla determinazione del livello di SIL richiesto

In linea con il concetto di ciclo di vita globale di sicurezza proposto dall'IEC 61508, l'IEC 61511 copre i requisiti dei sistemi strumentati di sicurezza (Safety Instrumented Systems, SIS) nelle fasi di concetto iniziale, progettazione, implementazione, fase di avviamento e normali funzionamento, modifiche impiantistiche, manutenzione e smantellamento.
Un SIS è costituito da una combinazione di sensori, logiche di controllo ed elementi finali che devono essere progettati e gestiti in modo da garantire un determinato livello di SIL. Un SIS può attuare una o più funzioni strumentate di sicurezza (Safety Instrumented Function, SIF), ciascuna delle quali interviene per impedire un determinato evento pericoloso sull'impianto di processo.
Lo standard richiede l'implementazione di un sistema di gestione dei SIS identificati in un impianto, il quale definisca come l'operatore dell'impianto valuta, progetta, ingegnerizza e verifica, installa, avvia, valida, opera, manutende e migliora continuamente ciascun SIS. Tale sistema di gestione deve anche indicare i ruoli e le responsabilità del personale che ha a che fare con ciascun SIS, descrivendo ove necessario le relative procedure aziendali.
Come da approccio dell'IEC 61508, l'IEC 61511 definisce il livello di sicurezza richiesto a ciascun SIS determinando un Safety Integrity Level (SIL); tale SIL viene determinato attraverso un'analisi di rischio dei possibili scenari pericolosi che si possono verificare in impianto, della SIF che deve intervenire per impedire quel determinato scenario pericoloso e del livello di riduzione del rischio associato allo scenario stesso, che corrisponde con il SIL richiesto. Il sistema di gestione deve assicurare che, dalla fase di progetto a quella operativa, la SIS in questione raggiunga il livello di SIL richiesto. Nel caso in cui tale livello SIL non venga raggiunto l'operatore di impianto deve fare azione in modo da raggiungerlo, assicurando così un processo sicuro e affidabile.